# Plaza Huamanmarca

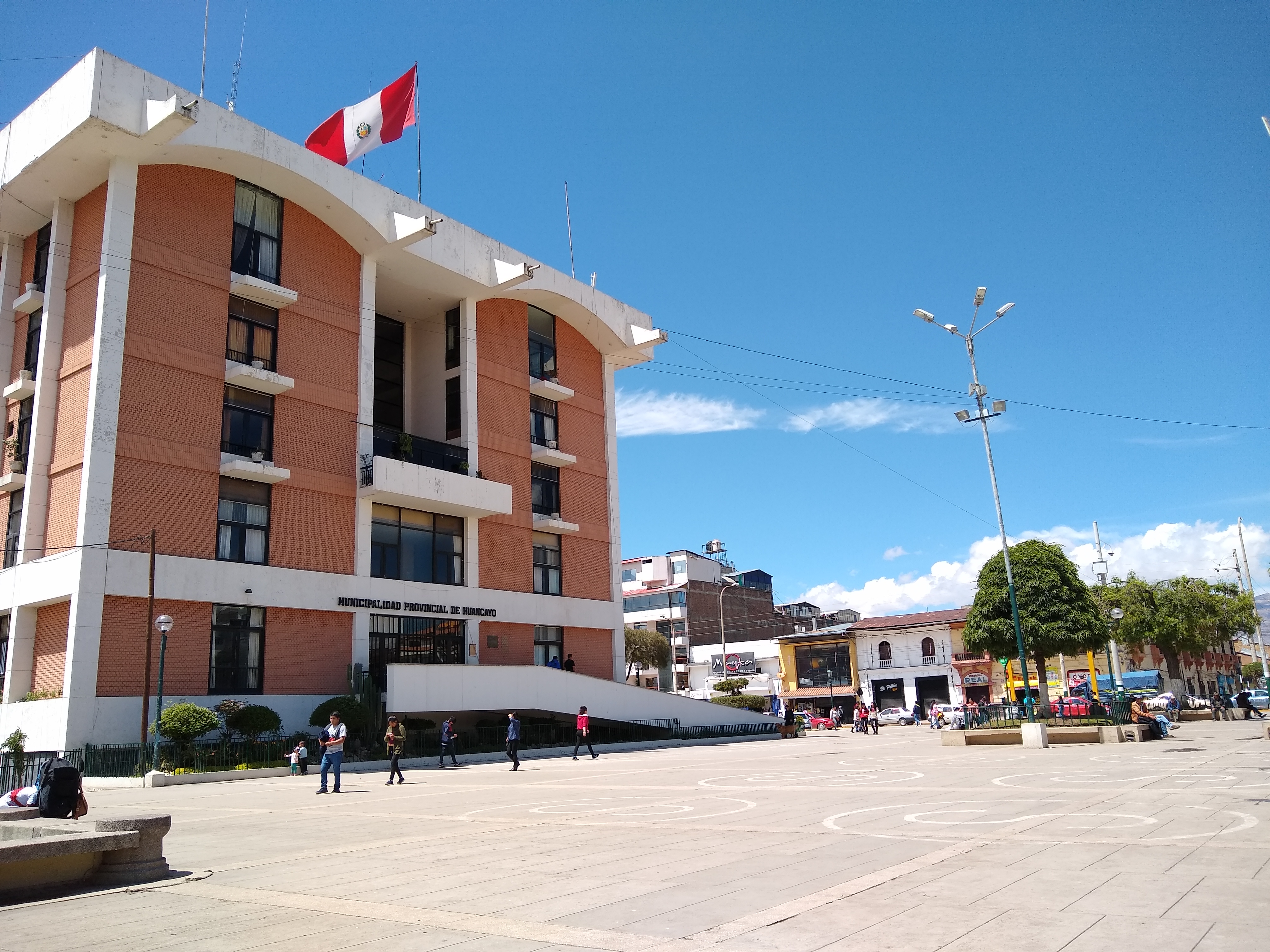
Vista del edificio de la Municipalidad Provincial de Huancayo en la plaza Huamanmarca

La plaza Huamanmarca se encuentra en Huancayo, Perú. Es una de las dos plazas principales que tiene esta ciudad junto con la plaza de la Constitución.
Actualmente, se encuentra rodeada por distintos establecimientos comerciales. Los principales edificios son del Gobierno Regional de Junín y de la Municipalidad Provincial de Huancayo, que son parte integrante del Centro Cívico de Huancayo.

## Etimología
El nombre de esta plaza procede de dos vocablos quéchuas: huaman que, en español, significa 'halcón' o 'ágila' y marca que, en español, significa 'pueblo' o 'asentamiento'. De la conjunción de ambas palabras se entiende que este nombre significa 'paraje donde se encuentran halcones'.

## Historia
El origen de este espacio público es desconocido, teniéndose la consciencia de que es sumamente antiguo, con indicios que señalan que es anterior al incanato y contemporánea a los primeros asentamientos humanos en la zona. La plaza se constituye en el primer espacio público de la localidad, tanto que incluso da lugar a las tradiciones orales sobre el origen del nombre de la ciudad. En efecto, una traducción del nombre Huancayo sería 'el lugar de la piedra', haciendo mención a una enorme piedra ovalada de considerables dimensiones existente en el espacio que hoy constituye esta plaza. Cuando llegaron los conquistadores españoles, esta plaza «ya existía». En 1542 Vaca de Castro dispuso la construcción de una iglesia en la parte oriental de esta plaza. Esta iglesia estuvo a cargo de los dominicos y de él dependían las doctrinas de Chupaca, Sapallanga, Sicaya, Conchangará y La Mejorada.
Cuando Jerónimo de Silva fundó Huancayo en 1571, ya existía el convento donde vivían once frailes. El 8 de noviembre de 1580, se inició la construcción de una pequeña capilla llamada Santísima Trinidad de Huamanmarca (en reemplazo de la roca que servía como adoratorio). Esta iglesia fue terminada en el año 1619, pero de ella no existen restos. El templo se mantuvo en pie hasta 1772, ya que los terremotos y el paso del tiempo causaron serios estragos en su estructura.
La plaza configuró el desarrollo inicial de la ciudad de Huancayo durante sus primeros dos siglos y medio de vida. A su alrededor se construyeron los primeros establecimientos públicos y privados (la mencionada iglesia, un convento de la Orden Franciscana y una casa consistorial). En ella se realizaron los acontecimientos de relevancia política y social como la incipiente feria indígena de la zona. Para el año 1861, el templo construido ahí estaba totalmente en ruinas y finalmente se vino abajo con el terremoto en 1876. Las pinturas del interior fueron llevadas a la Capilla de La Merced, ubicada quinientos metros más al norte, los registros de nacimiento se conservan desde 1712, intactos en los archivos parroquiales. En vista del mal estado de esta iglesia, se decidió la construcción de otro templo, pero no ya en la plaza Huamanmarca, sino en la pequeña plaza del Comercio que luego sería conocida como parque Constitución. La nueva iglesia erigida será la actual Catedral de Huancayo.
En 1905 se obligó a los vendedores de comestibles que se trasladaran desde la plaza Constitución, marcando así el cambio del carácter de ambas plazas. Mientras la plaza Constitución asumía su función como centro cívico, religioso, comercial y político, la plaza Huamanmarca se veía relegada. Ese mismo año, el subprefecto de Huancayo –entonces aún solo un distrito de la provincia de Jauja– ordenó empedrarla. Entre 1920 y 1930, se instalaron alrededor de la plaza el Hotel Vermun, la Botica el Inca, el Bazar Okagawa y otros establecimientos comerciales. Entre 1931 a 1945 se fue recuperando el sentido cívico de la plaza mediante la instalación de un busto en honor de Francisco Bolognesi y la construcción del Hotel de Turistas.
En 1963, durante el primer gobierno de Fernando Belaúnde, se expidió la Ley n.º 17400, impulsada por el diputado aprista Alfredo Sarmiento Espejo, que declaró de interés nacional la realización de diversas obras en la ciudad de Huancayo y el departamento de Junín. Y se creó para ello impuestos específicos. Como consecuencia de esa ley se construyó el Centro Cívico. Este centro cívico comprende no solo la plaza misma, sino también los edificios de la Municipalidad, las terrazas anexas, el edificio de correos, una edificación adicional donde se alojó una agencia del Banco Central Hipotecario y otra de oficinas públicas junto a la calle Loreto. Todos estos cambios fueron inaugurados en 1969.
El 26 de abril de 1989 se publicó la Resolución Jefatural n.º 009-89-INC/J de fecha 12 de enero de ese mismo año, que declaró como Monumento Histórico del Perú la Zona Monumental de Huancayo, incluyendo dentro de ella a esta plaza. Desde la construcción del Centro Cívico de Huancayo, la plaza no ha sufrido mayor intervención, salvo la instalación de una fuente de agua alrededor del busto a Francisco Bolognesi, en la que, posteriormente, se instalarían iconografías de leones y cóndores. Asimismo, se añadieron otros monumentos, como el Paseo a los Héroes Sicaínos.